# 1738
Évszázadok: 17. század – 18. század – 19. század
Évtizedek: 1680-as évek – 1690-es évek – 1700-as évek – 1710-es évek – 1720-as évek – 1730-as évek – 1740-es évek – 1750-es évek – 1760-as évek – 1770-es évek – 1780-as évek
Évek: 1733 – 1734 – 1735 – 1736 –  1737 – 1738 – 1739 – 1740 – 1741 – 1742 – 1743

## Események

### Határozott dátumú események
- január 25. - I. Mahmud oszmán szultán erdélyi fejedelemmé nyilvánítja Rákóczi Józsefet.[1]
- január 28. - Rákóczi József kiáltványt ír Erdély és Magyarország népéhez, melyben kihirdeti fejedelemségét.[2]
- május 6. - III. Károly pártütőnek nyilvánítja Rákóczi Józsefet, és elfogatóparancsot ad ki ellene.[3]
- augusztus 15. - A császári csapatok feladják Orsova várát.[4]
- szeptember 5. - XII. Kelemen pápa kiátkozza Rákóczi Józsefet.[3]

### Határozatlan dátumú események
- Megkezdődnek az ásatások Herculaneumban.[5]

## Születések
- január 13. – Jan Dekert lengyel kereskedő, nagypolgári politikus, Varsó polgármestere († 1790)
- január 27. – Blaž Kumerdej szlovén filológus, tanár, nyelvújító, a szlovén iskolarendszer atyja († 1805)
- május 28. – Joseph-Ignace Guillotin francia orvos, a guillotin feltalálója († 1814)
- június 4. – III. György Nagy-Britannia királya († 1820)
- augusztus 16. – Anton Wilhelm von L’Estocq porosz lovassági tábornok († 1815)
- november 15. – William Herschel az Uránusz bolygó felfedezője, minden idők egyik legnagyobb megfigyelőcsillagásza († 1822)
- november 25. – Thomas Abbt német matematikus és író († 1766)
- december 15. – Schönvisner István régész, egyetemi tanár, nagyváradi kanonok († 1818)
- december 21. – Teleki József ugocsai főispán, koronaőr, műgyűjtő és író († 1796)
- december 31. – Johann Hermann francia orvos és természettudós († 1800)

## Halálozások
- március 26. – Radvánszky János, II. Rákóczi Ferenc tanácsosa, költő és naplóíró, evangélikus egyházkerületi felügyelő (* 1666)
- augusztus 18. – Antoni Sámuel, evangélikus szuperintendens (* 1664)
- november 10. – Rákóczi József, II. Rákóczi Ferenc és Hessen–Wanfriedi Sarolta Amália hercegnő nagyobbik fia (* 1700)